# Harry Potter

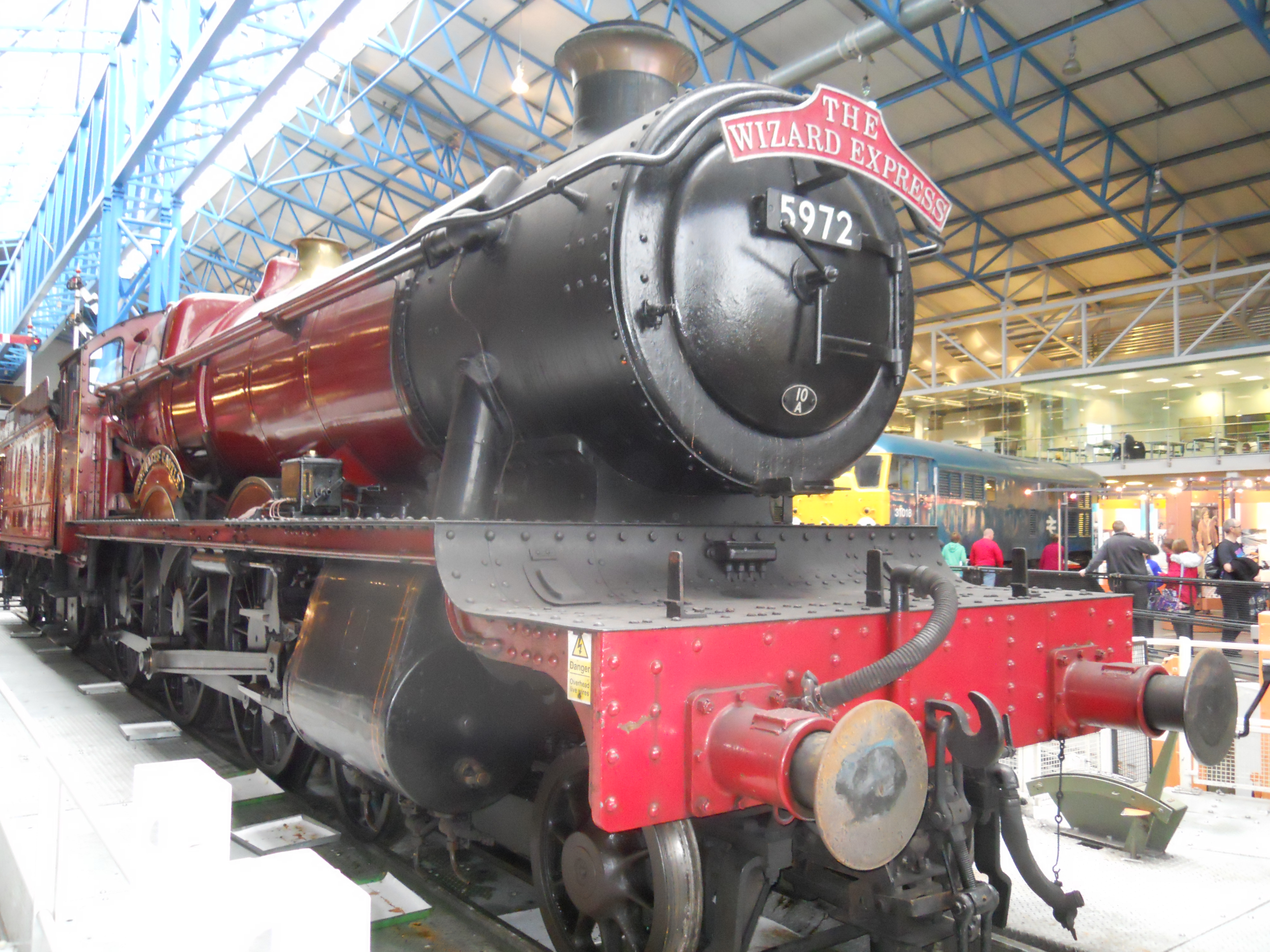
Lokomotiva Bradavického expresu

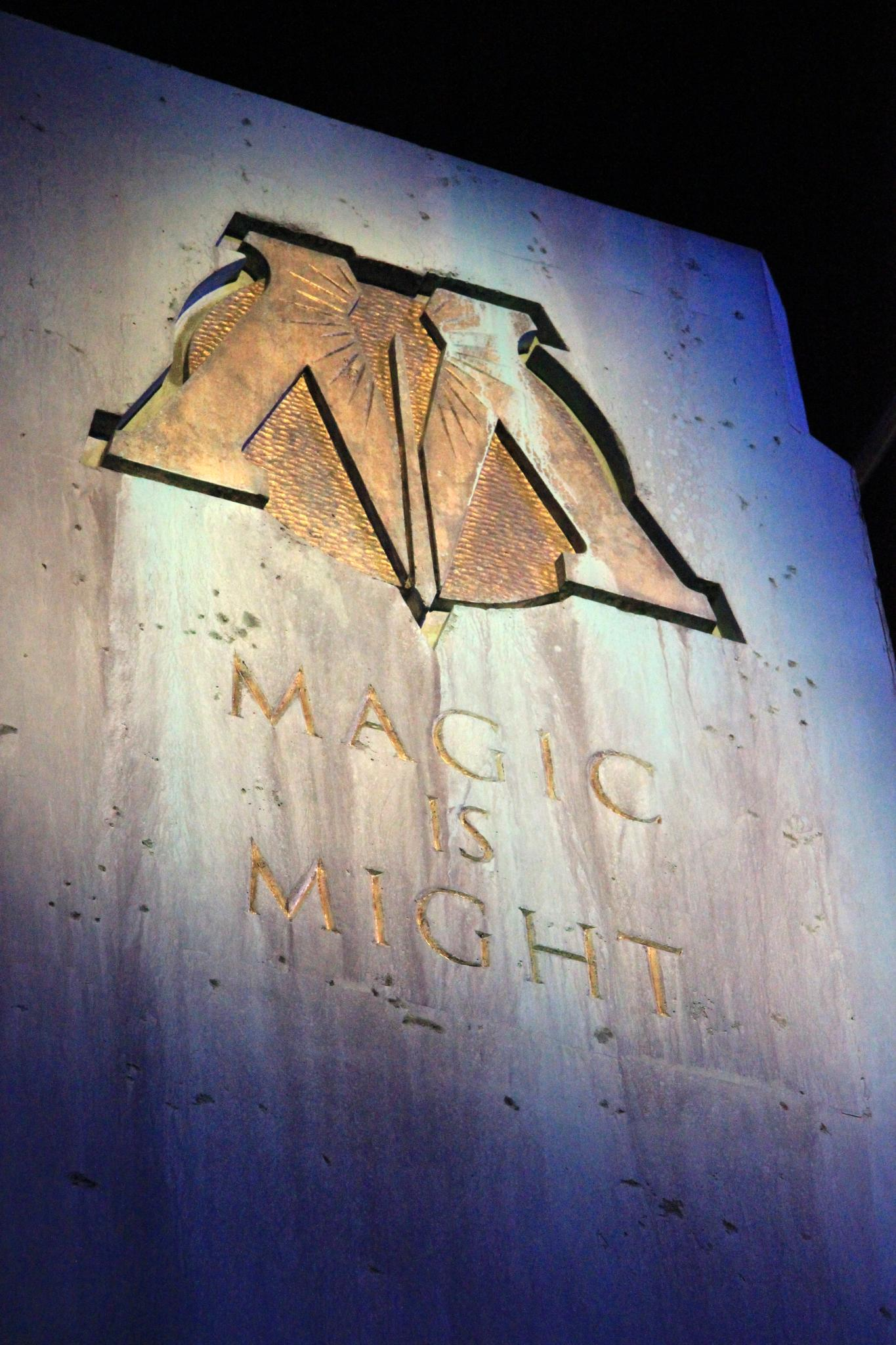
Socha na ministerstvu kouzel s nápisem „V kouzlech je síla“

Harry Potter je název řady fantasy románů britské spisovatelky J. K. Rowlingové. Romány zachycují dobrodružství mladého kouzelníka, Harryho Pottera, a jeho přátel, Ronalda Weasleyho a Hermiony Grangerové, kteří všichni studují na Škole čar a kouzel v Bradavicích. Hlavním tématem příběhu je Harryho souboj s černokněžníkem Tomem Rojvolem Raddlem (v originále Tom Marvolo Riddle), známým spíše jako Lord Voldemort, jehož cílem je dosažení vlastní nesmrtelnosti, dobytí kouzelnického světa, podmanění nekouzelníků (mudlů) a zničení všech, kdo mu stojí v cestě, zejména pak samotného Harryho Pottera. Romány jsou směsicí žánrů fantasy a tzv. vývojového románu s prvky mystery, thrilleru, dobrodružného románu a romantického románu. Přestože bývají řazeny mezi dětskou literaturu, zabývají se velmi vážnými tématy. Podle J. K. Rowlingové je dokonce jedním z hlavních témat smrt.
Od publikace první knihy Harry Potter a Kámen mudrců (v originále Harry Potter and the Philosopher’s Stone) 26. června 1997, si romány získaly obrovskou popularitu po celém světě a dostalo se jim i velmi dobrého přijetí u kritiky. Přesto se objevovaly i kritické ohlasy, zejména kvůli temnému podtónu románů. Rowlingová těmito knihami dosáhla též velkého obchodního úspěchu. Do června 2011 se prodalo přibližně 450 miliónů výtisků, čímž se Harry Potter stal nejlépe prodávanou románovou sérií všech dob. Poslední čtyři romány také dosáhly rekordu, co se týče rychlosti jejich prodeje. Knihy o Harrym Potterovi byly přeloženy do 67 jazyků.
Původními hlavními vydavateli knih byla nakladatelství Bloomsbury ve Velké Británii a Scholastic Press ve Spojených státech amerických. Od té doby knihy vydala celá řada dalších vydavatelství po celém světě. Všech sedm románů o Harrym Potterovi bylo společností Warner Bros. Pictures převedeno také na filmové plátno, přičemž poslední z nich byl pro tyto účely rozdělen na dvě části. Celá řada na sebe také navázala různé obchodní aktivity, takže např. britské noviny The Times ocenily roku 2008 značku Harry Potter na více než 15 miliard dolarů.

## Obecně
Úvodní díly řady knih o Harrym Potterovi jsou určeny mladším dětem, autorčiným záměrem ale je, aby souběžně s hlavní postavou stárli i čtenáři. Sice se nakonec nepodařilo vydávat každý rok další knihu, nicméně platí, že pozdější díly jsou určeny mnohem staršímu obecenstvu. To se odráží i ve skutečnosti, že kromě „dětských“ verzí knih jsou vydávány i edice pro dospělé čtenáře (lišící se hlavně obálkou).
Nápad na příběh o kouzelnickém učni dostala Rowlingová během cesty vlakem z Manchesteru do Londýna. Jejím oblíbeným místem pro psaní se během tvorby prvního dílu stala jedna z edinburských kaváren. Prodeje knih udělaly z Rowlingové dolarovou miliardářku a 1062. nejbohatší osobu na světě.
Každá kniha popisuje jeden rok v životě Harryho Pottera, počínaje prostředkem prázdnin (kdy má Harry narozeniny) a konče závěrem školního roku a příjezdem bradavického expresu do Londýna. Výjimkou je první kniha, která začíná tím, jak se několikaměsíční Harry ocitl u svých příbuzných Dursleyových. Po úvodní kapitole se děj ocitá o několik let později uprostřed léta v den 11. narozenin Harryho bratrance Dudleyho, několik dní před Harryho narozeninami a prostřednictvím několika historek, předložených jako vzpomínky, je nastíněn Harryho život u tety a strýce. V prvním díle je Harrymu a jeho spolužákům 11 let, v šestém se na konci blíží k 17. narozeninám. Do pátého dílu měly jednotlivé knihy vzrůstající délku, ale šestý díl tuto tendenci narušil. Děj se časem komplikuje (včetně politických zápletek), zvyšuje se počet postav a také přibývá temnějších momentů.
V sérii je možné nalézt řadu opakujících se motivů. Začátek každého dílu popisuje Harryho prázdniny, které tráví u své tety a strýce, odtržen od kouzelnického světa. Následuje toužebně očekávaný odjezd do Školy čar a kouzel v Bradavicích. V průběhu školního roku se Harry učí čarovat, připravovat kouzelné lektvary nebo hrát famfrpál. Kromě toho musí překonávat řadu potíží, například:
- vyrovnat se se svým protivníkem z řad bradavických studentů Dracem Malfoyem
- vycházet s neoblíbeným učitelem Severusem Snapem
- někdy se musí postavit proti všem na celé škole (Tajemná komnata, většina Ohnivého poháru a Fénixův řád)
- bojovat s mozkomory (Vězeň z Azkabanu, začátek Fénixova řádu a Relikvie smrti)

Rowlingová oznámila, že osu příběhu bude tvořit 7 knih, z nichž všechny již byly vydány. Každý díl je trochu temnější než předchozí, spolu s věkem hlavního hrdiny stoupá i nebezpečí představované Harryho úhlavním nepřítelem a vrahem jeho rodičů – Lordem Voldemortem.
Knihy jsou napsány er-formou a z pohledu Harryho (s výjimkami v prvním, čtvrtém, šestém a sedmém dílu). Série je srovnávána s řadou známých příběhů, včetně Letopisů Narnie (C. S. Lewis) a Pána prstenů (J. R. R. Tolkien). Je možné je zařadit i mezi britské romány s tematikou života na internátních školách. Části knihy, ve kterých Harry přebývá u svých příbuzných (Dursleyových), zase mohou připomínat dílo Roalda Dahla. Děj se také podobá řadě filmů Star Wars, ve kterých musí Luke Skywalker žít se svou tetou a strýcem až do dovršení devatenácti let, kdy se dozví pravdu o svém osudu a o hrozbě představované Impériem.
Některé prvky příběhu se dokonce dostaly do skutečného světa, například Bertíkovy fazolky, pod jejichž jménem společnost Jelly Belly prodává skutečné bonbóny. Na své osobní stránce uveřejňuje Rowlingová některé drobné informace a nápovědy o ději dosud nevydaných dílů. Často se jedná o vyvrácení teorií, se kterými přišli fanoušci. Ti mohou na stránkách dokonce hlasovat, kterou otázku má Rowlingová zodpovědět jako další. Snad nejznámějším omylem fanoušků je postava Marka Evanse. Ten byl letmo zmíněn na začátku pátého dílu. Fakt, že se jeho příjmení shoduje s rodným příjmením Harryho matky (Lily Evansová, provdaná Lily Potterová), vedlo mnoho fanoušků k závěru, že Mark bude hrát významnou roli v závěrečných dílech série. Rowlingová to vyvrátila s tím, že se v příběhu pravděpodobně už ani neobjeví.
- Harry Potter – statečný, smutné dětství, nemá velký respekt k předpisům, talentovaný kouzelník a hráč Famfrpálu, Nebelvír
- Ron Weasley – Harryho nejlepší kamarád, z chudé rodiny, hraje dobře šachy, Nebelvír
- Hermiona Grangerová – Harryho kamarádka, chytrá, ráda se učí, pochází z mudlovské rodiny, Nebelvír
- Rubeus Hagrid – poloobr, hajný a správce v Bradavicích, hodný, citlivý, má rád nebezpečná zvířata
- Severus Snape – profesor lektvarů v Bradavicích, nenávidí Harryho, nespravedlivý, statečný, ředitel Zmijozelu
- Albus Brumbál – ředitel Bradavic, velice mocný čaroděj
- Ginny Weaslyová – talentovaná čarodějka a hráčka Famfrpálu, Nebelvír
- Lenka Láskorádová – studentka Havraspáru, lehce výstřední
- Neville Longbottom – statečný, občas nešikovný, zapomnětlivý, Nebelvír

## Knihy

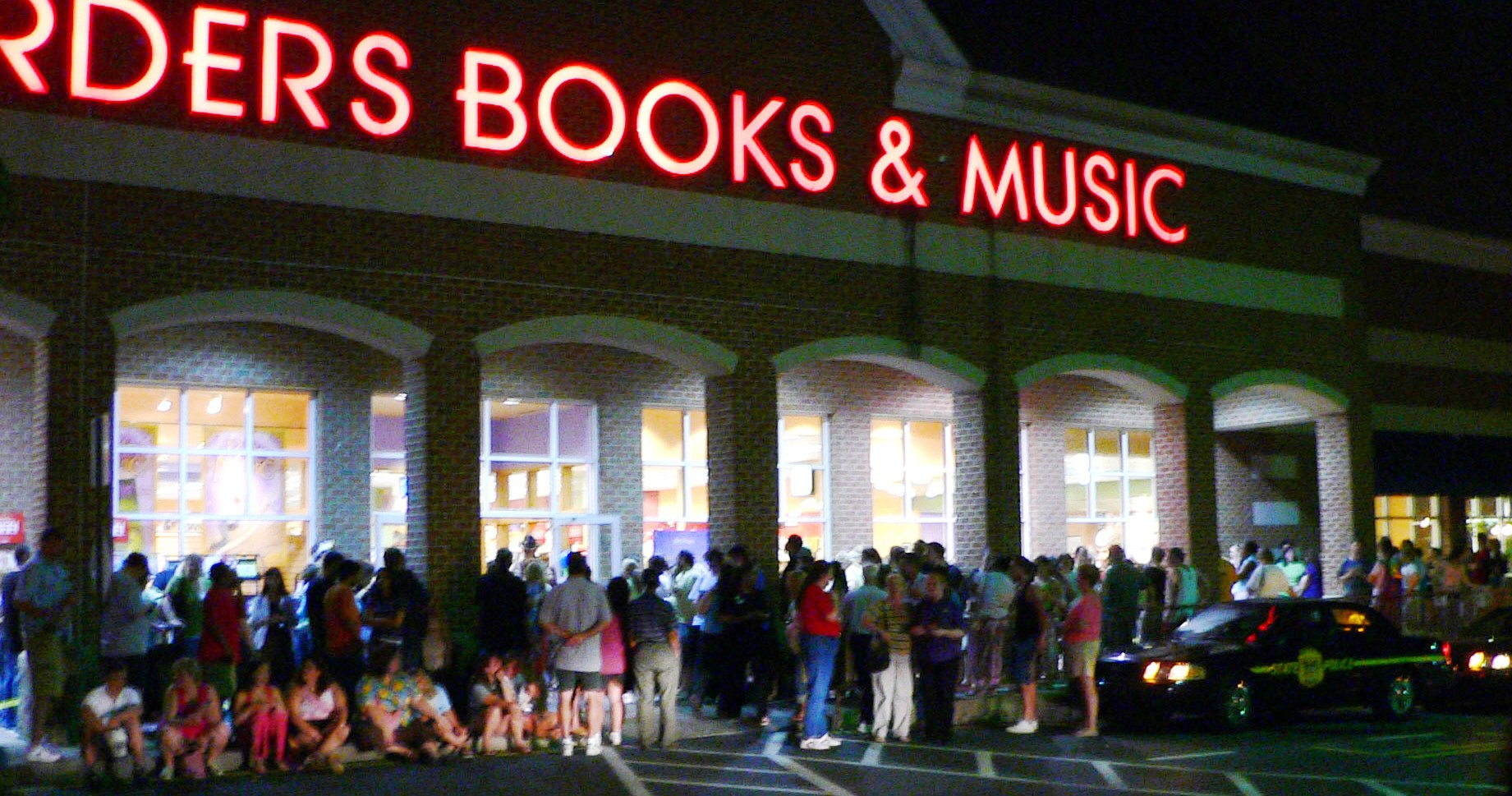
Dav čekající na prodej 6. dílu

Do této chvíle vyšlo o Harrym Potterovi 8 knih. Poslední kniha Harry Potter a prokleté dítě je napsána formou divadla. Kromě jednotlivých dílů série napsala autorka pod pseudonymy další tři doplňkové publikace (Bajky barda Beedleho, Famfrpál v průběhu věků a Fantastická zvířata a kde je najít) pro britskou nadaci Comic Relief.
Celkem se na celém světě prodalo okolo 450 miliónů výtisků a knihy o Harrym Potterovi v ČR obsadily první místo v anketě o nejoblíbenější knihu českých čtenářů. Tato anketa probíhala v českých knihovnách a na internetu v roce 2004.
1. Harry Potter a Kámen mudrců, v originále jako Harry Potter and the Philosopher's Stone
  - Vydání originálu: 26. červen 1997
  - Vydání překladu: únor 2000
  - Poznámka: Ve Spojených státech byl název změněn na Harry Potter and the Sorcerer's Stone, protože tamější vydavatel předpokládal, že americké děti legendu o kameni mudrců neznají.
2. Harry Potter a Tajemná komnata, v originále jako Harry Potter and the Chamber of Secrets
  - Vydání originálu: 1998
  - Vydání překladu: říjen 2000
3. Harry Potter a vězeň z Azkabanu, v originále jako Harry Potter and the Prisoner of Azkaban
  - Vydání originálu: 1999
  - Vydání překladu: 2000
4. Harry Potter a Ohnivý pohár, v originále jako Harry Potter and the Goblet of Fire
  - Vydání originálu: 2000
  - Vydání překladu: prosinec 2001
5. Harry Potter a Fénixův řád, v originále jako Harry Potter and the Order of the Phoenix
  - Čas děje: 1995–1996
  - Vydání originálu: 21. červen 2003
  - Vydání překladu: 29. února 2004
6. Harry Potter a princ dvojí krve, v originále jako Harry Potter and the Half-Blood Prince
  - Vydání originálu: 16. červenec 2005
  - Vydání překladu: 19. prosinec 2005
7. Harry Potter a relikvie smrti[7], v originále jako Harry Potter and the Deathly Hallows
  - Vydání originálu: 21. červenec 2007
  - Vydání překladu: 31. leden 2008

###### Ostatní knihy
- Harry Potter a prokleté dítě, v originále jako Harry Potter and the Cursed Child
  - Vydání originálu: 31. červenec 2016
  - Vydání překladu: 20. září 2016
  - Divadelní hra Harry Potter a prokleté dítě není brána jako osmá kniha série

Knihy se staly tak populární, že řada knihkupectví pořádala půlnoční prodej v den oficiálního vydání dalšího dílu. Knihy byly přeloženy do celé řady jazyků, existuje i latinská či starořecká verze (překlad Fénixova řádu je prý nejdelší knihou, která byla v tomto jazyku za posledních 1000 let uveřejněna). Knihy mají i speciální americké verze s lehce upraveným slovníkem u výrazů, které se v britské a americké angličtině liší. Autory oficiálního českého překladu prvních 7 knih jsou bratři Pavel a Vladimír Medkovi. Poslední knihu přeložil Petr Eliáš.
| Epizoda | Původní název                                   | Český název      | Napsal/a                                    | Vydáno ve VB      | Vydáno v ČR       |
| ------- | ----------------------------------------------- | ---------------- | ------------------------------------------- | ----------------- | ----------------- |
| 1       | Philosopher's Stone (VB) Sorcerer's Stone (USA) | Kámen mudrců     | J. K. Rowlingová                            | 26. června 1997   | únor 2000         |
| 2       | Chamber of Secrets                              | Tajemná komnata  | J. K. Rowlingová                            | 1998              | říjen 2000        |
| 3       | Prisoner of Azkaban                             | Vězeň z Azkabanu | J. K. Rowlingová                            | 1999              | 2000              |
| 4       | Goblet of Fire                                  | Ohnivý pohár     | J. K. Rowlingová                            | 2000              | prosinec 2001     |
| 5       | Order of the Phoenix                            | Fénixův řád      | J. K. Rowlingová                            | 21. června 2003   | 29. února 2004    |
| 6       | Half-Blood Prince                               | Princ dvojí krve | J. K. Rowlingová                            | 16. července 2005 | 19. prosince 2005 |
| 7       | Deathly Hallows                                 | Relikvie smrti   | J. K. Rowlingová                            | 21. července 2007 | 31. ledna 2008    |
| —       | Cursed Child                                    | Prokleté dítě    | J. K. Rowlingová John Tiffany a Jack Thorne | 31. července 2016 | 20. září 2016     |

### Prodejnost knih vUSA
Harry Potter a Kámen mudrců
- Pevná vazba: 6,1 milionů
- Měkká vazba: 10,9 milionů

Harry Potter a Tajemná komnata
- Pevná vazba: 7,1 milionů
- Měkká vazba: 7,5 milionů

Harry Potter a vězeň z Azkabanu
- Pevná vazba: 7,6 milionů
- Měkká vazba: 5,2 milionů

Harry Potter a Ohnivý pohár
- Pevná vazba: 8,9 milionů
- Měkká vazba: 3,4 milionů

Harry Potter a Fénixův řád
- Pevná vazba: 12,2 milionů
- Měkká vazba: 1,6 milionů

Harry Potter a princ dvojí krve
- 6,9 milionů (během prvních 24 hodin), 11 milionů (k 21.9.2005)

Harry Potter a relikvie smrti
- 11 milionů (během prvních 24 hodin)

## Filmy
Po úspěchu knih byly rovněž natočeny filmy, na které autorka přímo dohlížela. Trvala také na tom, aby všichni herci byli Angličané, a aby šlo o hrané filmy.[zdroj?] V nich byly do značné míry dodrženy události a prostředí z knihy, ve třetím díle jsou pak rozdíly větší. Harryho Pottera ve všech dílech ztvárnil Daniel Radcliffe.
Návštěvnost filmů o Harrym Potterovi je velmi vysoká a vedle jednotlivých dílů Pána Prstenů, Hvězdných válek, Pirátů z Karibiku a filmů Titanic a Avatar se řadí k nejúspěšnějším filmům všech dob. Druhý díl Harryho Pottera k 31. 12. 2004 obsadil třetí místo s celosvětovou tržbou 968,8 mil. dolarů, první díl pak osmé místo s tržbou 866,3 mil. dolarů. Třetí díl, který je ovšem v některých státech stále v distribuci, pak čtrnácté místo s tržbou 789,5 mil. dolarů.
| #    | Název                                  | Originální název                          | Režie          | Rok  | Rok natáčení               | Tržby (mil.$) |
| ---- | -------------------------------------- | ----------------------------------------- | -------------- | ---- | -------------------------- | ------------- |
| 1    | Harry Potter a Kámen mudrců            | Harry Potter and the Philosopher’s Stone  | Chris Columbus | 2001 | říjen 2000 – červenec 2001 | 974,8         |
| 2    | Harry Potter a Tajemná komnata         | Harry Potter and the Chamber of Secrets   | Chris Columbus | 2002 | listopad 2001 – srpen 2002 | 879,0         |
| 3    | Harry Potter a vězeň z Azkabanu        | Harry Potter and the Prisoner of Azkaban  | Alfonso Cuarón | 2004 | 2003–2004                  | 796,7         |
| 4    | Harry Potter a Ohnivý pohár            | Harry Potter and the Goblet of Fire       | Mike Newell    | 2005 | 2004–2005                  | 896,9         |
| 5    | Harry Potter a Fénixův řád             | Harry Potter and the Order of the Phoenix | David Yates    | 2007 | únor 2006 – listopad 2006  | 939,9         |
| 6    | Harry Potter a Princ dvojí krve        | Harry Potter and the Half-Blood Prince    | David Yates    | 2009 | 2007–2008                  | 934,4         |
| 7(1) | Harry Potter a Relikvie smrti – část 1 | Harry Potter and the Deathly Hallows      | David Yates    | 2010 | únor 2009 – červen 2010    | 960,3         |
| 7(2) | Harry Potter a Relikvie smrti – část 2 | Harry Potter and the Deathly Hallows      | David Yates    | 2011 | 2008–2010                  | 1341,5        |

Poznámky:
- U dílu Harry Potter a Kámen mudrců byly všechny scény, v nichž byl zmíněn Kámen mudrců, točeny dvakrát, neboť v USA je tento kámen nazýván „Sorcerer’s Stone“. Navíc film měl být natáčen s americkými herci v USA v poněkud modernějším pojetí, což autorka jednoznačně zamítla. Kvůli tomu na něm nakonec odmítl pracovat Steven Spielberg.
- Příběh posledního dílu je rozdělen na dva filmy, aby bylo obsaženo co nejvíce důležitých faktů a událostí z knižní předlohy.
- Všechny filmy celkem vydělaly 7,7235 miliardy dolarů[8] – jedná se o druhou nejúspěšnější filmovou franšízu všech dob.
- První a poslední díl byly komerčně nejúspěšnější filmy roku, ve kterém vyšly,[9]
- Poslední díl je 8. komerčně nejúspěšnějším filmem všech dob,[8] 2. nejúspěšnějším fantastickým filmem,[10] ale „pouze“ 116. nejvýnosnějším filmem při započtení inflace.[11]

### Obsazení
- Daniel Radcliffe – Harry Potter
- Emma Watsonová – Hermiona Grangerová
- Rupert Grint – Ronald Weasley
- Bonnie Wright – Ginny Weasleyová
- Katie Leung – Cho Changová
- Evanna Lynch – Lenka Láskorádová (Luna Lovegood)
- Jason Isaacs – Lucius Malfoy
- Tom Felton – Draco Malfoy
- Alan Rickman – Severus Snape
- Robbie Coltrane – Rubeus Hagrid
- Maggie Smith – Minerva McGonagallová
- David Bradley – Argus Filch
- Matthew Lewis – Neville Longbottom
- Helena Bonham Carter – Bellatrix Lestrangeová
- David Thewlis – Remus Lupin
- Julie Waltersová – Molly Weasleyová
- Timothy Spall – Peter Pettigrew
- Jessie Cave – Levandule Brownová
- Helen McCroryová – Narcisa Malfoyová
- Warwick Davis – Filius Kratiknot
- Robert Pattinson – Cedric Diggory
- James Phelps – Fred Weasley
- Oliver Phelps – George Weasley
- Natalia Tena – Nymfadora Tonksová
- Gary Oldman – Sirius Black
- Mark Williams – Arthur Weasley
- Hero Fiennes-Tiffin – Tom Raddle – v 11 letech
- Christian Coulson – teenager Tom Raddle
- Scarlett Byrne – Pansy Parkinsonová
- Gemma Jones – madam Pomfreyová
- Freddie Stroma – Cormac McLaggen
- Alfred Enoch – Dean Thomas
- Devon Murray – Seamus Finnigan
- Georgina Leonidas – Katie Bellová
- Isabella Laughland – Leana
- Afshan Azad – Padma Patilová
- Shefali Chowdhury – Parvati Patilová
- Anna Shaffer – Romilda Vaneová
- Richard Harris – Albus Brumbál (do druhého dílu)
- Michael Gambon – Albus Brumbál (od třetího dílu)
- Ralph Fiennes – Lord Voldemort
- Clémence Poésy – Fleur Delacour
- Kenneth Branagh – Zlatoslav Lockhart

## Audioknihy
Série o Harrym Potterovi se dočkala i českého audio zpracování. První díl Kámen mudrců načetl v roce 2002 Jiří Lábus, který svými imitátorskými schopnostmi vytvořil širokou paletu hlasů pro jednotlivé postavy. Druhý díl Tajemná komnata pak načetl v roce 2003 Pavel Zedníček a i v tomto případě se každá z postav dočkala vlastního hlasu. Pokračování ve zpracovávání audioknih narazilo na problematiku autorských práv. Přesto existují zvukové nahrávky ostatních dílů (včetně Bajek barda Beedleho), které načetl v letech 2005–2009 Jan Hyhlík. Byla načtena také kniha Famfrpál v průběhu věků a Fantastická zvířata a kde je najít. Tyto díly byly vytvořeny Knihovnou a tiskárnou pro nevidomé, a jako takové proto nejsou volně v prodeji, jsou distribuovány prostřednictvím státních knihoven pouze posluchačům s vážným zrakovým postižením.

## Zajímavosti
- Harry Potter and the Half-Blood Prince je první knihou, která je v Británii vydána ve stejnou chvíli jak v normální tištěné, tak v brailleovské edici.
- Jméno hudební skupiny Sudičky (The Weird Sisters), která hraje na Bradavickém plese ve čtvrtém dílu, je odkazem na dílo Williama Shakespeara. Jedna ze skladeb soundtracku k třetímu filmu je právě ztvárněním písně tří sudiček ze hry Macbeth.
- Bradavický vlak, kterým se studenti dopravují z Londýna do školy, vyjíždí z nástupiště „devět a tři čtvrtě“ na King's Cross Station. Rowlingová zde vyšla z britské legendy, podle které je pod 10. nástupištěm pochováno tělo jednoho z keltských válečníků, a také proto, že se na 'King's Cross Station' seznámili její rodiče.
- Na nádraží 'King's Cross Station' není žádná přepážka, která by vedla na nástupiště 9¾. Místo ní jsou tam obyčejné kovové sloupy, a to proto, že si při jeho popisování představovala Paddingtonské nádraží.
- Přítelem a spolupracovníkem Albuse Brumbála v knize Kámen mudrců je Nicolas Flamel. Alchymista stejného jména skutečně žil v Paříži, kde je po něm a jeho ženě pojmenováno několik ulic.
- Kromě Flamela je jedinou skutečnou postavou v knihách Natalie McDonaldová, studentka zařazená do Nebelvírské koleje. Tato Harryho fanynka poslala autorce e-mail, ta však stihla odepsat až den poté, co dívka zemřela na rakovinu. Po její smrti udržovala Rowlingová kontakt s její matkou a rozhodla se zařadit ji do čtvrtého dílu.
- Mnoho scén odehrávajících se v Bradavické škole se ve skutečnosti natáčelo na Oxfordské univerzitě.
- Česká verze knihy byla vydána jako audiokniha. Namluvil ji Jiří Lábus, který výtečně ztvárnil všechny postavy. Audiokniha má téměř 600 minut. Byla oceněna platinovou deskou za 10 000 prodaných kompletů.

## Svět Harryho Pottera
Podobně jako J. R. R. Tolkien, i J. K. Rowlingová stvořila při psaní Harryho Pottera fantasy svět s vlastními zákony. Na rozdíl od klasické fantasy tolkienovského typu se ovšem Harry Potter neodehrává v minulosti (tedy ve světě podobném např. evropskému středověku), ale v přítomnosti, v jakémsi paralelním světě. Čarodějové se vyskytují ve Velké Británii (a jiných částech světa, jak se Rowlingová postupně zmiňuje ve 4. a 7. díle) a snaží se, aby je obyčejní lidé (neschopní kouzlit), zvaní mudlové, neobjevili, a nechtěli po nich, aby řešili jejich obyčejné problémy. Dovedně se skrývají, aby je mudlové neodhalili – ochrana světa čarodějů před nežádoucí pozorností ostatních je jedním z nejdůležitějších zákonů kouzelnického světa, nad jejichž dodržováním bdí Ministerstvo kouzel. Kouzelníci tak žijí stranou od lidí, buď přímo v kouzelnických vesnicích (např. Prasinky, Godrikův důl, některé londýnské ulice), nebo skrytě za pomoci kouzel přímo v mudlovských městech a ulicích (v pátém díle je takto zmíněno sídlo Fénixova řádu v nezakreslitelném domě).
Knihy o Harrym Potterovi se věnují především kouzelnické Škole čar a kouzel v Bradavicích (v orig. Hogwarts School of Witchcraft and Wizardry). Škola má sedm ročníků a čtyři koleje: Nebelvír (orig. Gryffindor), Havraspár (orig. Ravenclaw), Mrzimor (orig. Hufflepuff) a Zmijozel (orig. Slytherin). Je to škola internátní, takže žáci zde (kromě Vánoc, kdy je pobyt ve škole dobrovolný) stráví celý školní rok. Vyučují se zde různé čarodějné předměty, jako např. kouzelné formule, přeměňování, péče o kouzelné tvory, obrana proti černé magii, bylinkářství, jasnovidectví, astronomie, létání, studia mudlů, starodávné runy, věštění z čísel, lektvary, atd. Ředitelem je slavný čaroděj Albus Brumbál (orig. Albus Dumbledore) až do 6. dílu, kde je následně zabit Severusem Snapem, a nebyl ředitelem ani v 5. díle kde se dočasnou ředitelkou stává Dolores Umbrigová (ředitelkou necelé druhé pololetí) .
Zlo v kouzelnickém světě představují kromě běžných piklů a kouzelníků, kteří nemají rádi mudly či čaroděje z mudlovské krve, především stoupenci Lorda Voldemorta. Tito takzvaní smrtijedi se dorozumívají pomocí zvláštních znamení vypálených na předloktí – Znamení zla. Proti nim bojují speciálně školení kouzelníci zvaní bystrozorove a mimo jiné i členové tzv. Fénixova řádu. Smrtijedi obvykle po dopadení a odsouzení skončí v kouzelnickém vězení – Azkabanu, které je střeženo děsivými strážci, tzv. mozkomory.

## Kritika v médiích
S ohledem na oblíbenost a komerční pozadí okolo vydávání a další zpracování literárního díla jsou kritické i pochvalné komentáře na literární dílo a zfilmované provedení hojné a nejednoznačné, ba mnohdy zcela protichůdné. Popisované vady čtenáři – fanoušci totiž obvykle neřeší a nad jednoduchostí řešení zápletek (např. první díl, vyřešení hlavní zápletky), nebo podivnostmi v chování a okolnostech se nepozastavují (např. druhý díl, přeživší dítě fotografující baziliška, Harry P. který neustále sebevražedně vyhledává smrtelná nebezpečí), cílovou skupinou čtenářů jsou nezletilé děti. První tři díly série, jak v knižní, tak ve filmové podobě, jsou obvykle hodnoceny jako velmi zdařilé a jsou považovány za přelomová díla, která odlákala děti od obrazovek zpět ke knihám. Velmi negativně jsou i fanoušky (i dívkami) hodnoceny milostné pletky v díle Harry Potter a Princ dvojí krve.
Klíčová otázka pro obeznámené s předlohou tedy zněla: O kolik bude film více či méně blbý než nesnesitelně patetická, hloupě vysvětlující a přes otevřenou snahu o „temnou atmosféru“ vlastně infantilně naivní kniha?
„Deset let s Potterem bohatě stačilo.“
„Harry Potter nám dospěl. Chlapec zrozený v bolesti a krvi dokončuje osudovou cestu a vy byste u toho neměli chybět. Tohle už není pohádka. Tohle je válka, ve které se umírá. A je to hlavně dobrá adaptace a zatraceně dobrý film…“
„…druhá část Relikvií smrti v mnoha ohledech téměř dokonalá je.… …je strhující a znamenitě zahraná i natočená.“
…běžní návštěvníci kin budou možná díky velkoleposti efektů odcházet ze sálu s pocitem, že na tom Potterovi přece jenom něco je. Skalní fanoušci knižní předlohy ale film nejspíš zklame.
„(Poslední díl zfilmované ságy) Je fanouškovskou záležitostí, která se spoléhá na oddané čtenáře, kteří jsou zvědaví jak si tvůrci poradili se zpracováním jejich oblíbených motivů z knihy a nezatěžují se až tolik požadavky logiky a vnitřní návaznosti.“
„Jistě, každý má rád dobré konce, ale proč postavit před čtenáře celé defilé postav, včetně všech jejich dětí, a pěkně polopaticky ukázat, jak moc jsou všichni šťastní, to je opravdu záhada. Ani pohádky, z nichž Rowlingová čerpá většinu inspirace, takto banálně nekončí.“
„Fakt, že filmy o Harrym Potterovi jsou jen komerční rychlokvaška, bohužel nezakryje ani to, že je točí schopní lidé, a že výsledek je ve většině případů kladný. Můžeme být rádi, že tenhle hon za penězi dostali do rukou tvůrci, kteří si s nelehkým úkolem natočit filmy podle rozepsané ságy dokázali poradit…“
„Film Harry Potter a Princ dvojí krve relativizuje měřítka špatného a dobrého… …Fanouškovský „naivní“ divák vnímající film v potterovských souvislostech je vlastně jediný žádoucí.“
„Harry Potter nakročil do finále první poloviny správnou nohou. Technicky bezchybný, herecky vysoce nadprůměrný a velmi dobře ozvučený film, který mnohem více připomíná dospělý thriller, nežli dětskou fantasy a jehož režisér místy koketuje s genialitou.“

### Postavy
Hlavní postava díla je podle kritik poměrně dobře propracovaná, vedlejší postavy jsou pouze načrtnuty, sekundují v rolích klaunů a jsou nápomocny při rozuzlování zápletek rádců s nečekanými schopnostmi, obvykle jsou vybaveny rekvizitami právě vhodnými ke geniálnímu řešení neřešitelného. Některé postavy jsou téměř nebo zcela zahaleny oparem tajemství, která tu a tam umožňuje nečekané obraty, překvapivá spojení nebo sentimentální okamžiky. Problémem je věrohodnost v příběhu se náhle vynořivších bratrů, přátel, nepřátel, donedávna neviditelných všemocných skřítků (v roli otroků) a podobně. Tyto situace jsou někdy zvládnuty lépe (přátelé otce H.P. v díle Harry Potter a vězeň z Azkabanu), jindy hůře (bratr ředitele školy v Relikvie smrti, motivy konání Snapa v Relikvie smrti, přehled jeho života). Schopnosti protivníka hlavního hrdiny rostou spolu se schopnostmi hlavního hrdiny, což dodává příběhu poutavost.
Jména postav, ale i některá stvoření jsou často převzata z mytologie i historie. Z řecké například Penelopa, Andromeda,Galatea, Olympa, z římské Lukrecia , Minerva.

### Rekvizity
Hlavním atraktantem příběhu je podle názorů recenzentů nové románové prostředí, jeho popis a rekvizity. O zcela jedinečné náhle se objevující rekvizity zcela příhodné k řešení nemožných situací a neřešitelných problémů není nouze. Takovými je například náhle se kdekoliv objevující meč (pokud jej potřebujete), v knize popisovaná „místnost nejvyšší potřeby“ vchod se objeví když ji potřebujete a místnost je taková jakou ji potřebujete s potřebným vybavením), obraceč času (používá pouze Hermiona Grangerová ve třetím dílu série) a mnoho dalších.

### Děj
Předmětem kritiky je neefektivní kouskování strhujícího závěru posledního dílu série (bitva o školu, přerušení, bitva v lese, přerušení, bitva o školu) a jediná pro čtenáře citově vážná událost – úmrtí oblíbené sovy. Příběh je kritizován jako vševysvětlující, utápějící se ve faktech (o nečekaných, neobvyklých objektech a situacích).
Kritiky zmiňují jak zmatky v posledních dílech ságy, které činí i pro dospělejší čtenáře dílo hůře pochopitelné, tak zcela nadbytečné a v celku neorganicky působící části filmu a knihy.
Kritizována je jednotná šablona jednotlivých zápletek i celých dílů. Divák, nebo čtenář nemá možnost odhadovat a hledat spolu s hlavní postavou řešení, odhalovat, obávat se předem. Divák, nebo čtenář je pouze v roli němého diváka vlečeného k další nečekané rekvizitě a nečekanému odhalení.
Některé díly ságy a jejich filmová zpracování jsou bezcílnou výplní, a lze je popsat jako „…bezdějové bloudění mezi podružnostmi potterovského světa“. Film i kniha vytváří pouhou iluzi dramatičnosti.

### Herecké výkony
Výkony postav filmu jsou někdy označovány jako amatérské, v některých momentech přepjaté, jindy jsou i dětští herci oceňováni slovy „hrají, jak jim síly stačí“.

## Parodie
Mezi četné knižní parodie Harryho Pottera patří například Barry Trotter (od Michaela Gerbera), Porri Gatter (běloruská řada knih – Andrej Žvalevskij a Ihor Myt'ko), Tanya Grotterová (Rusko, Dmitrij Jemec), Heri Kókler (K. B. Rottring, maďarsko, autor je podepsán pseudonymem, přičemž kromě slovní hříčky na „J. K. Rowling“ připomínají jeho iniciály zkratku „kb.“, znamenající „přibližně“, zatímco „rotring“ znamená v maďarštině „propiska“). Natočeny byly také dvě scénky pro pořad Saturday Night Live. Ve Speciálním čarodějnickém dílu 13. řady seriálu Simpsonovi se Bart a Líza ocitli v rolích kouzelnických učňů a museli porazit temného čaroděje Lorda Montymorta (Montgomery Burns).
- Knižní česká parodie: Harry Trottel a kámen MUDr. Tse, na tuto knihu bylo navázáno pokračování Harry Trottel a Ta jemná tenata, Harry Trottel a posel Talibánu, pak ještě nenavazující pokračování My děti ze stanice Kaiserchrocht.

Za zmínku jistě stojí také internetový fenomén A Very Potter Musical, divadelní muzikál vytvořený skupinou studentů Michiganské univerzity, která si říká Team Starkid. Celé představení obsahuje prvky ze všech knih a volně na něj navazuje pokračování A Very Potter Sequel a A Very Potter Senior Year.
V České republice a na Slovensku je v poslední době oblíbená[zdroj⁠?!] slovenská internetová parodie vydávaná Studiem POG Dano Drevo, jež má v současnosti dvě série. První, již dokončená série, kde je parodován díl Harry Potter a Tajemná komnata jako „Dano Drevo a Tajomna komnata“ má 22 částí a úspěšnější[zdroj⁠?!] série „Dano Drevo a Turnaj Mekyho Žbirku“, parodovaná z částí Harry Potter a Ohnivý pohár má k roku 2014 jedenáct dílů.
V České republice je také známá parodie film Henry Proper a šutr mudrců. Ovšem to není typická parodie, ale pouze originál amatérsky, ale vtipně předabovaný film.

## Podobnost se skutečnými postavami
- Příznivci Vladimira Putina nařkli tvůrce filmových adaptací, že při ztvárnění postavy skřítka Dobbyho vyšli ze vzhledu tohoto ruského prezidenta.
- Kanadský exministr Pierre Pettigrew vstoupil do politiky ve stejný rok (1994), kdy v knihách uprchl Harrymu zrádce jeho rodičů, Peter Pettigrew.
- Přezdívku Harry Potter dostala celá řada dalších osobností – nizozemský premiér Jan Peter Balkenende, bulharský politik Nikolay Vassilev nebo švýcarský skokan na lyžích Simon Ammann.

## Kontroverze
Série o Harrym Potterovi vyvolala celou řadu sporů. Podle Americké asociace knihoven patří od roku 1998 tyto knihy mezi nejžádanější. Stížnosti směřují často k tomu, že knihy podporují okultismus, satanismus, jsou násilnické a obsahují motivy kritizující rodinný život. Některé křesťanské spolky ve Spojených státech je proto zavrhují coby přímou propagaci čarodějnictví. Knihy kritizoval i bývalý papež Benedikt XVI. v době, kdy byl ještě kardinálem. Na druhou stranu řada církevních hodnostářů knihy naopak podpořila. Stížnosti věřících byly parodovány např. v seriálu Simpsonovi, kde věrný křesťan Ned Flanders předčítá Harryho Pottera svým dětem, přičemž příběh uzavírá slovy „a tak se Harry Potter propadl se všemi svými kouzelnickými kamarády do pekla za provozování čarodějnictví.“ Synové pak zatleskají a Ned vhodí knihu do krbu.

## Komunita fanoušků

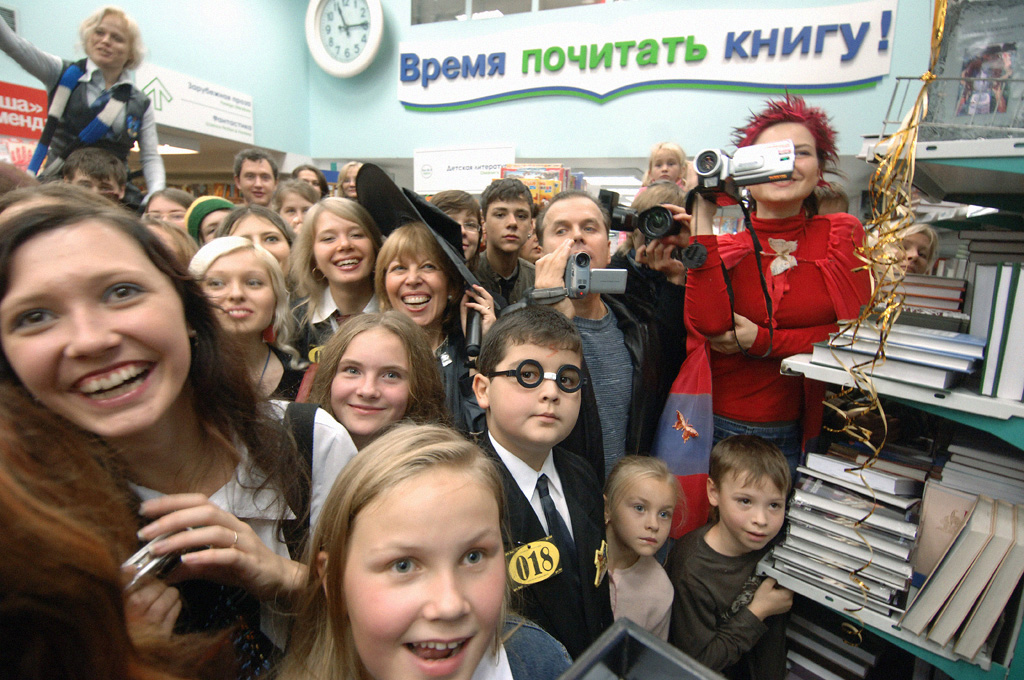
Ruští fanoušci v Moskvě čekají na zahájení prodeje sedmé knihy o Harrym Potterovi

Světem Harryho Pottera se zabývá početná komunita fanoušků (tzv. potterheads), uznávaná i samotnou autorkou.
Mezi kratochvíle oddaných českých čtenářů patří psaní vlastních příběhů ze světa Harryho Pottera – tzv. fanfiction. Příkladem může být český „Harry Potter a Pán smrti“ (alternativa k 6. dílu), čítající přes dva tisíce stran o stech kapitolách, na nějž navazuje pokračování s názvem „Harry Potter a Pán Pána smrti“ mající nyní již dvanáct set stran, nebo slovenská trilogie Harry Potter a Zlatá zlatá strela (začínající pozměněnými událostmi na ministerstvu na konci 5. ročníku), která má celkem 180 kapitol a necelých 1.200.000 slov. „“ ; „ Archivováno 22. 3. 2016 na Wayback Machine.“

### Internetové Bradavické školy
Příznivci Harryho Pottera se také scházejí a setkávají na internetu prostřednictvím tzv. internetových škol, kde se sami stávají studenty školy čar a kouzel v Bradavicích a zažívají přitom různá dobrodružství. Tyto školy jsou zpravidla založeny na principu her na hrdiny (jsou ovšem výjimky potvrzující pravidlo). Každý hráč si vytvoří svojí postavu a s tou pak navštěvuje školní prostředí, které je mnohdy reprezentováno chatovacími místnostmi, kde hráči prezentují své postavy, jejich řeč i aktivity textem. Jednotlivé školy se od sebe liší jak přístupem k vytváření herního prostředí (mezihry, doplňky, RPG, výuka), časovým rámcem (před knihami, aktuální současnost, několik let v budoucnosti), nebo i počtem herních školních roků za jeden reálný rok (rozdílné tempo herního času).
Sama autorka se podílí na tvorbě stránek Pottermore, které fanouškům nabízejí možnost stát se studenty Bradavic, zažít příběh na vlastní kůži a dozvědět se něco nového o světě Harryho Pottera.
V České republice se vyskytuje takovýchto škol hned několik. Mezi největší takové projekty patří:
E-Bradavice, Hogwarts.cz, iHogwarts, Revelio, Hrad Bradavice a další. Krom těchto projektů zde fungují i projekty poněkud odlišné – Život v Bradavicích, Svět kouzel a Bradavice-online. Ty na rozdíl od ostatních škol nejsou webovou textovou školou, ale odehrávají se v interaktivním grafickém prostředí a vyžadují nainstalování dodatečného softwaru.
Navíc nemusí nutně vždy jít o internetové školy. Světem Harryho Pottera se fanoušci snaží inspirovat rovněž prostřednictvím jiných typů her. Příkladem může být již neexistující Veritaserum anebo rozvíjející se Protego - hry zaměřené zejména na život na Ministerstvu kouzel.

## Počítačové hry
Sága o Harrym Potterovi významně zasáhla i do PC herní scény. Podle každého filmového dílu byla vytvořena hra pod křídly vydavatele Electronic Arts. Jde celkem o 10 titulů:
- 2001 – Harry Potter a Kámen mudrců
- 2002 – Harry Potter a Tajemná komnata
- 2003 – Harry Potter a mistrovství světa ve famfrpálu
- 2004 – Harry Potter a Vězeň z Azkabanu
- 2005 – Harry Potter a Ohnivý pohár
- 2007 – Harry Potter a Fénixův řád
- 2009 – Harry Potter a Princ dvojí krve
- 2010 – Harry Potter a Relikvie smrti 1
- 2011 – Harry Potter a Relikvie smrti 2
- 2023 – Hogwarts Legacy

První čtveřice her byla kritiky přijata vesměs pozitivně. První díl obdržel na metacritic.com nadprůměrné hodnocení 65 %, druhý 77 %. Vězeň z Azkabanu obdržel průměrně 67 % a Ohnivý pohár 66 %. Pátý díl, Fénixův řád, si odnesl hodnocení 63 % a Princ dvojí krve 64 %. U kritiků pak propadla zejména poslední dvojice her, které získaly pouze 37 %, respektive 43 %. Hratelnost se u jednotlivých dílů výrazně liší, ale všechny sledují dějové linie příslušných knížek, respektive filmů.
První tři hry jsou tradiční akční adventury, ve kterých hrají velkou roli logické hádanky a objevování bradavické školy kouzel. Ve čtvrtém dílu je přidány populární RPG prvky, ale výrazně byla omezena svoboda pohybu, jelikož herní svět již není otevřený, jako tomu bylo v předchozích hrách.
Pátý i šestý díl se opět vrátily k otevřenému světu, ve kterém je hráč odměňován za aktivní prohledávání Bradavic.
Zcela odlišné jsou pak dva zbývající tituly podle poslední knihy, respektive dvou posledních filmů. Hry jsou více orientovány na dospělé publikum a dají se zařadit do žánrů stříleček z pohledu třetí osoby s intenzivním využíváním systému krytí, který zpopularizovala videoherní série Gears of War.

### Lego Harry Potter
Vydavatel Warner Bros. Interactive Entertainment pod svou značkou Lego vytvořil dvě hry podle knih o Harrym Potterovi.
- Lego Harry Potter: Years 1–4
- Lego Harry Potter: Years 5–7

Obě hry jsou typickými zástupci Lego her, které jsou kritikou i herní veřejností přijímány velmi kladně. Hry podporují kooperaci u jednoho počítače a soustředí se hlavně na sbírání, objevování a řešení logických hádanek. Pro obě hry ze série Lego Harry Potter existují volně dostupné demoverze. Hry jsou zpracovány spíše vtipně, celé prostředí ale není z lega.